# Hartono Dharsono
Hartono Rekso Dharsono (* 10. Juni 1925 in Pekalongan, Java; † 5. Juni 1996 in Bandung, Jawa Barat) war ein indonesischer Generalleutnant, Diplomat und Politiker. Von 1976 bis 1978 war er Generalsekretär der ASEAN.

## Biografie
Nach der Gründung der Republik Indonesien am 17. August 1945 begann er eine militärische Laufbahn in den Streitkräften Indonesiens (Tentara Nasional Indonesia (TNI)). Zunächst war er während des Unabhängigkeitskrieges von 1945 bis 1949 Gruppenführer und Zugführer und später Kommandeur eines Bataillons in der Siliwangi-Division in Jawa Barat.
Nach der Anerkennung der Souveränität von den Niederlanden am 27. Dezember 1949, wurde Dharsono Chef des Stabes der Brigade in Siliwangi, ehe er zwischen 1954 und 1956 Offizier im Generalstab der Armee war. Nach einer Tätigkeit als Stellvertretender Gouverneur der Militärakademie von 1956 bis 1959 war er zwischen 1960 und 1962 erstmals Chef des Stabes der Siliwangi-Division. Im Anschluss war er zunächst Militärattaché der Botschaft im Vereinigten Königreich, ehe er von 1964 bis 1965 erneut Chef des Stabes des Siliwangi-Division war. Nach einer Verwendung als 3. Assistent des Armeekommandeurs war er zwischen 1966 und 1969 Kommandeur der Siliwangi-Division.
1969 beendete er seine militärische Laufbahn und wurde anschließend zum Botschafter in Thailand ernannt. Während seiner Tätigkeit als Botschafter in Kambodscha zwischen 1972 und 1975 war er von 1973 bis 1975 zugleich auch Vorsitzender der Internationalen Kommission zur Kontrolle und Überwachung der Beendigung des Vietnamkrieges.
Vom 7. Juni 1976 bis zum 18. Februar 1978 war er erster Generalsekretär der ASEAN. Nachfolger in diesem Amt wurde sein Landsmann Umarjadi Notowijono.
Am 8. November 1984 wurde Generalleutnant a. D. Dharsono festgenommen und in einem Verfahren vor dem Zentralgericht in Jakarta, das am 19. August 1985 begann, am 8. Juni 1986 zu einer Freiheitsstrafe von zehn Jahren verurteilt. Nach seiner Berufung wurde seine Freiheitsstrafe auf sieben Jahre reduziert. Das Oberste Gericht (Supreme Court) bestätigte diesen Urteilsspruch anschließend. Grund seiner Verurteilung waren politische und staatsgefährdende Straftaten wie seine Teilnahme an Treffen 1984 zur Planung und Vorbereitung der Bombenattentate auf das Glodok Einkaufszentrum sowie die Großbank Bank Central Asia (BCA) 1984. Nach Verbüßung von fünf Jahren Haft im Hochsicherheitsgefängnis Cipinang wurde er am 16. September 1990 aus der Haft entlassen, nachdem ihm im Rahmen der Amnestie zum Unabhängigkeitstag am 17. August 1990 eine Begnadigung zugesprochen worden war.